# Palpomyia concoloripes
Palpomyia concoloripes är en tvåvingeart som beskrevs av Clastrier 1962. Palpomyia concoloripes ingår i släktet Palpomyia och familjen svidknott.
Artens utbredningsområde är Norge. Inga underarter finns listade i Catalogue of Life.